# Mi hermano Esopo (Historia de un Mateo)
Mi hermano Esopo (historia de un Mateo) es una película en blanco y negro de Argentina dirigida por Luis Mottura sobre el guion de María Luz Regás y Roberto Gil que se estrenó el 17 de enero de 1952 y que tuvo como protagonistas a Mario Fortuna, Gregorio Cicarelli, Pierina Dealessi y Susana Campos.

## Sinopsis
Un joven debe reemplazar a su padre enfermo en la conducción de un coche de plaza.

## Reparto
- Mario Fortuna
- Gregorio Cicarelli
- Pierina Dealessi
- Susana Campos
- Marcelino Ornat
- Diana Ingro
- Cayetano Biondo
- Ángel Walk
- Sara Olmos
- Inda Ledesma
- Juan Pecci
- José Nájera
- Serafín Paoli
- Arturo Vita
- Carlos Belluci
- Liana Noda

## Comentarios
La Nación comentó sobre el filme:

”Un coche que no va lejos…pronto se ve que el toque poemático, con algo de bucólico, no es el que predominará.”

Por su parte Manrupe y Portela escriben:

”Historia sentimental de romance hombre-caballo, malograda por un reparto mal dirigido.”